# Désiré Charnay
Claude-Joseph Désiré Charnay, född 2 maj 1828, död 24 oktober 1915, var en fransk upptäcktsresande.
Charnay företog 1857-61 en resa i Mexiko, under vilken han undersökte landets fornlämningar. År 1863 reste han till Madagaskar och 1867-70 i Nordamerika, 1875 i Chile och Argentina. Han begav sig 1878 till Java och Australien. År 1880 företog han en ny expedition till Mexiko för arkeologiska forskningar.
Charnay, som kraftigt bidragit till kännedomen om toltekerna och aztekernas kultur, utgav bland annat Cités et ruines américaines (1863) och Les anciennes villes du Nouveau monde (1885).